# Liste der Autorenbeteiligungen und Produktionen von Alex Christensen
Dies ist eine Übersicht über die Autorenbeteiligungen und Musikproduktionen des deutschen Musikers Alex Christensen. Zu berücksichtigen ist, dass Hitmedleys, Remixe, Liveaufnahmen oder Neuaufnahmen des gleichen Interpreten nicht aufgeführt werden. Ebenso werden aus Gründen der besseren Übersicht lediglich nennenswerte Coverversionen aufgeführt. Tätigkeiten als Komponist und/oder Liedtexter sind in der folgenden Tabelle unter der Spalte „Autor“ zusammengefasst worden. Für eine Übersicht aller Charterfolge siehe Alex Christensen/Diskografie.

## #
| Jahr | Titel      | Interpret  | Autor                       | Produzent                   |
| ---- | ---------- | ---------- | --------------------------- | --------------------------- |
| 1996 | 1-900-Love | U 96       | Grünes Häkchensymbol für ja | Grünes Häkchensymbol für ja |
| 2008 | 2 Herzen   | Kate & Ben | Grünes Häkchensymbol für ja | Grünes Häkchensymbol für ja |
| 2008 | 3 Worte    | Kate & Ben | Grünes Häkchensymbol für ja | Grünes Häkchensymbol für ja |

## A
| Jahr | Titel                                 | Interpret                                                                  | Autor                       | Produzent                   |
| ---- | ------------------------------------- | -------------------------------------------------------------------------- | --------------------------- | --------------------------- |
| 1996 | A Night to Remember                   | U 96                                                                       | Grünes Häkchensymbol für ja | Grünes Häkchensymbol für ja |
| 1995 | A Question of Honour                  | Sarah Brightman                                                            |                             | Grünes Häkchensymbol für ja |
| 2016 | Aba heidschi bumbeidschi              | Helene Fischer & The Royal Philharmonic Orchestra mit Heintje              |                             | Grünes Häkchensymbol für ja |
| 2018 | Adagio for Strings                    | Alex Christensen & The Berlin Orchestra                                    |                             | Grünes Häkchensymbol für ja |
| 2015 | Adeste fideles                        | Helene Fischer & The Royal Philharmonic Orchestra                          |                             | Grünes Häkchensymbol für ja |
| 2008 | Against the Odds                      | Fady Maalouf                                                               | Grünes Häkchensymbol für ja | Grünes Häkchensymbol für ja |
| 2007 | Against the Wind                      | Paul Anka                                                                  |                             | Grünes Häkchensymbol für ja |
| 1996 | Ain’t No Love in This                 | Errol Brown                                                                |                             | Grünes Häkchensymbol für ja |
| 1997 | All Around the World                  | Tutu                                                                       | Grünes Häkchensymbol für ja | Grünes Häkchensymbol für ja |
| 2016 | All I Want for Christmas Is You       | Helene Fischer & The Royal Philharmonic Orchestra                          |                             | Grünes Häkchensymbol für ja |
| 2002 | All My Life                           | Alex C. feat. Yasmin K.                                                    | Grünes Häkchensymbol für ja | Grünes Häkchensymbol für ja |
| 2015 | Alle Jahre wieder                     | Helene Fischer & The Royal Philharmonic Orchestra                          |                             | Grünes Häkchensymbol für ja |
| 2003 | Alles ändert sich (Alles oder nichts) | Oli. P feat. Lukas                                                         |                             | Grünes Häkchensymbol für ja |
| 2011 | Alone                                 | Jasper Forks                                                               | Grünes Häkchensymbol für ja |                             |
| 2013 | Alone Again                           | Capcha One                                                                 | Grünes Häkchensymbol für ja |                             |
| 2004 | Am I Not Sweet                        | Mia Aegerter                                                               | Grünes Häkchensymbol für ja |                             |
| 2015 | Am Weihnachtsbaum die Lichter brennen | Helene Fischer & The Royal Philharmonic Orchestra                          |                             | Grünes Häkchensymbol für ja |
| 1992 | Ambient Underworld                    | U 96                                                                       | Grünes Häkchensymbol für ja |                             |
| 1992 | American                              | Boytronic                                                                  |                             |                             |
| 2009 | Amigos                                | Styles & Breeze                                                            | Grünes Häkchensymbol für ja |                             |
| 2009 | Amigos                                | Darren Styles                                                              | Grünes Häkchensymbol für ja |                             |
| 2002 | Amigos Forever                        | Alex C. feat. Yasmin K.                                                    | Grünes Häkchensymbol für ja | Grünes Häkchensymbol für ja |
| 2004 | Andere Seite der Stadt                | Lukas Hilbert                                                              |                             | Grünes Häkchensymbol für ja |
| 2001 | Angel Dust                            | Right Said Fred                                                            |                             | Grünes Häkchensymbol für ja |
| 2003 | Angel of Darkness                     | Alex C. feat. Yasmin K.                                                    | Grünes Häkchensymbol für ja | Grünes Häkchensymbol für ja |
| 2007 | Anima mia lontana                     | Alessandro Safina                                                          |                             | Grünes Häkchensymbol für ja |
| 2007 | Annie’s Song                          | Alessandro Safina                                                          |                             | Grünes Häkchensymbol für ja |
| 2018 | Another Night                         | Alex Christensen & The Berlin Orchestra feat. Anastacia                    |                             | Grünes Häkchensymbol für ja |
| 2014 | Another Sleepless Night               | Jasper Forks                                                               | Grünes Häkchensymbol für ja |                             |
| 1996 | Anthem                                | U 96                                                                       | Grünes Häkchensymbol für ja | Grünes Häkchensymbol für ja |
| 1996 | Are You Ready? (Space Symphony)       | U 96                                                                       | Grünes Häkchensymbol für ja | Grünes Häkchensymbol für ja |
| 1999 | Are You Real?                         | E-Cyas                                                                     | Grünes Häkchensymbol für ja | Grünes Häkchensymbol für ja |
| 2000 | Around the World (La La La La La)     | ATC                                                                        | Grünes Häkchensymbol für ja | Grünes Häkchensymbol für ja |
| 2010 | Around the World (La La La La La)     | Girlicious (Liedtitel: 2 in the Morning)                                   | Grünes Häkchensymbol für ja |                             |
| 2012 | Around the World (La La La La La)     | The Disco Boys                                                             | Grünes Häkchensymbol für ja | Grünes Häkchensymbol für ja |
| 2013 | Around the World (La La La La La)     | Carolina Marquez feat. Flo Rida & Dale Saunders (Liedtitel: Sing La La La) | Grünes Häkchensymbol für ja |                             |
| 2018 | Around the World (La La La La La)     | Alex Christensen & The Berlin Orchestra feat. Melanie C                    | Grünes Häkchensymbol für ja | Grünes Häkchensymbol für ja |
| 2019 | Around the World (La La La La La)     | R3hab × A Touch of Class (Liedtitel: All Around the World (La La La))      | Grünes Häkchensymbol für ja |                             |
| 2008 | Arschgesicht                          | Bangbros                                                                   | Grünes Häkchensymbol für ja |                             |
| 1992 | Art of U 96                           | U 96                                                                       | Grünes Häkchensymbol für ja |                             |
| 2015 | Ave Maria                             | Helene Fischer & The Royal Philharmonic Orchestra mit Wiener Sängerknaben  |                             | Grünes Häkchensymbol für ja |

## B
| Jahr | Titel                                 | Interpret                                                     | Autor                       | Produzent                   |
| ---- | ------------------------------------- | ------------------------------------------------------------- | --------------------------- | --------------------------- |
| 1995 | Baby I Need Your Lovin’               | Wave Kid                                                      | Grünes Häkchensymbol für ja | Grünes Häkchensymbol für ja |
| 1994 | Babylon                               | Prince Ital Joe feat. Marky Mark                              | Grünes Häkchensymbol für ja | Grünes Häkchensymbol für ja |
| 2007 | Bad Day                               | Paul Anka                                                     |                             | Grünes Häkchensymbol für ja |
| 1996 | Baila al ritmo                        | Princessa                                                     | Grünes Häkchensymbol für ja | Grünes Häkchensymbol für ja |
| 2004 | Ballerina                             | B3                                                            | Grünes Häkchensymbol für ja | Grünes Häkchensymbol für ja |
| 2018 | Because I Love You (The Postman Song) | Alex Christensen & The Berlin Orchestra feat. Pietro Lombardi |                             | Grünes Häkchensymbol für ja |
| 2007 | Bedingungslos                         | Kate & Ben                                                    | Grünes Häkchensymbol für ja | Grünes Häkchensymbol für ja |
| 1990 | Beso                                  | Chocolate                                                     | Grünes Häkchensymbol für ja | Grünes Häkchensymbol für ja |
| 1998 | Beweg dich, Baby                      | U 96                                                          | Grünes Häkchensymbol für ja | Grünes Häkchensymbol für ja |
| 2012 | Bis 5 Uhr am morgen                   | Alex C.                                                       | Grünes Häkchensymbol für ja |                             |
| 2004 | Black Hole Sun                        | Paul Anka                                                     |                             | Grünes Häkchensymbol für ja |
| 2008 | Blessed                               | Fady Maalouf                                                  |                             | Grünes Häkchensymbol für ja |
| 1995 | Blinded by the Light                  | Pech                                                          |                             | Grünes Häkchensymbol für ja |
| 2018 | Blue                                  | Alex Christensen & The Berlin Orchestra feat. Bars and Melody |                             | Grünes Häkchensymbol für ja |
| 2002 | Bombay Moon                           | Right Said Fred                                               |                             | Grünes Häkchensymbol für ja |
| 2009 | Boom Boom Goes My Heart               | Alex Swings Oscar Sings!                                      | Grünes Häkchensymbol für ja | Grünes Häkchensymbol für ja |
| 1995 | Boot II                               | U 96                                                          | Grünes Häkchensymbol für ja | Grünes Häkchensymbol für ja |
| 2007 | Born Again                            | Lisa Bund                                                     | Grünes Häkchensymbol für ja | Grünes Häkchensymbol für ja |
| 2007 | Both Sides Now                        | Paul Anka                                                     |                             | Grünes Häkchensymbol für ja |
| 1993 | Brainkiller                           | U 96                                                          | Grünes Häkchensymbol für ja | Grünes Häkchensymbol für ja |
| 1994 | Brazil (Feliz Navidad)                | Chocolate                                                     | Grünes Häkchensymbol für ja |                             |
| 1990 | Brazil! Brazil!                       | Chocolate                                                     | Grünes Häkchensymbol für ja | Grünes Häkchensymbol für ja |
| 2001 | Bring Your Smile                      | Right Said Fred                                               |                             | Grünes Häkchensymbol für ja |

## C
| Jahr | Titel                                  | Interpret                               | Autor                       | Produzent                   |
| ---- | -------------------------------------- | --------------------------------------- | --------------------------- | --------------------------- |
| 1997 | Call Me … If You Need Someone!         | Ato feat. Dacia                         | Grünes Häkchensymbol für ja |                             |
| 2003 | Call on Me                             | ATC                                     | Grünes Häkchensymbol für ja | Grünes Häkchensymbol für ja |
| 1997 | Calling the Angels                     | Dea-Li                                  | Grünes Häkchensymbol für ja | Grünes Häkchensymbol für ja |
| 1996 | Calling You (A Message from Love City) | Princessa                               | Grünes Häkchensymbol für ja | Grünes Häkchensymbol für ja |
| 1998 | Can’t U Ce                             | R'n'G                                   | Grünes Häkchensymbol für ja | Grünes Häkchensymbol für ja |
| 2007 | Care for You                           | Lisa Bund                               | Grünes Häkchensymbol für ja | Grünes Häkchensymbol für ja |
| 1992 | Celebrate!                             | Boytronic                               |                             | Grünes Häkchensymbol für ja |
| 2017 | Children                               | Alex Christensen & The Berlin Orchestra |                             | Grünes Häkchensymbol für ja |
| 1998 | Children of the World                  | Hand in Hand for Children               | Grünes Häkchensymbol für ja | Grünes Häkchensymbol für ja |
| 2007 | Ci vorrebbe il mare                    | Alessandro Safina                       |                             | Grünes Häkchensymbol für ja |
| 2001 | Close to You                           | Rollergirl                              |                             | Grünes Häkchensymbol für ja |
| 1995 | Club Bizarre                           | U 96                                    | Grünes Häkchensymbol für ja | Grünes Häkchensymbol für ja |
| 2000 | Club Bizarre                           | Brooklyn Bounce                         | Grünes Häkchensymbol für ja |                             |
| 2014 | Club Bizarre                           | Andrew Lias & Crew 7 feat. Paloma       | Grünes Häkchensymbol für ja |                             |
| 1992 | Come 2Gether                           | U 96                                    | Grünes Häkchensymbol für ja | Grünes Häkchensymbol für ja |

## D
| Jahr | Titel | Interpret                                               | Autor                       | Produzent                   |
| ---- | --- | ------------------------------------------------------- | --------------------------- | --------------------------- |
| 2005 | Da für Dich (Ehrensache) | Lukas Hilbert                                           | Grünes Häkchensymbol für ja | Grünes Häkchensymbol für ja |
| 1992 | Dance of the Naked Angels | Polyphonic                                              | Grünes Häkchensymbol für ja | Grünes Häkchensymbol für ja |
| 2009 | Dancing Is Like Heaven | Alex C. feat. Yass                                      | Grünes Häkchensymbol für ja | Grünes Häkchensymbol für ja |
| 1997 | Darlin’ … I Think About You! | R'n'G                                                   | Grünes Häkchensymbol für ja | Grünes Häkchensymbol für ja |
| 1991 | Das Boot | U 96                                                    |                             | Grünes Häkchensymbol für ja |
| 1999 | Das Boot | U 96 (Liedtitel: Das Boot 2001)                         | Grünes Häkchensymbol für ja | Grünes Häkchensymbol für ja |
| 2017 | Das Boot | Alex Christensen & The Berlin Orchestra                 |                             | Grünes Häkchensymbol für ja |
| 2017 | Das letzte Mal | Söhne Mannheims                                         |                             | Grünes Häkchensymbol für ja |
| 2000 | Day by Day | Miss Peppermint                                         | Grünes Häkchensymbol für ja |                             |
| 1999 | Dear Jessie | Rollergirl                                              |                             | Grünes Häkchensymbol für ja |
| 2008 | Dem Himmel fehlt ein Engel | Kate & Ben                                              |                             | Grünes Häkchensymbol für ja |
| 2002 | Der Erlöser (Superstar) | U 96                                                    | Grünes Häkchensymbol für ja | Grünes Häkchensymbol für ja |
| 1992 | Der Kommandant | U 96                                                    | Grünes Häkchensymbol für ja | Grünes Häkchensymbol für ja |
| 2005 | Der König bin ich | Lukas Hilbert                                           | Grünes Häkchensymbol für ja | Grünes Häkchensymbol für ja |
| 2009 | Ding Dong the Witch Is Dead | Alex Swings Oscar Sings!                                | Grünes Häkchensymbol für ja | Grünes Häkchensymbol für ja |
| 2009 | Do the Cha Cha Cha | Alex Swings Oscar Sings!                                | Grünes Häkchensymbol für ja | Grünes Häkchensymbol für ja |
| 2009 | Do You Wanna Be My Friend | Alex Swings Oscar Sings!                                | Grünes Häkchensymbol für ja | Grünes Häkchensymbol für ja |
| 2008 | Doktorspiele | Alex C. feat. Yass                                      | Grünes Häkchensymbol für ja | Grünes Häkchensymbol für ja |
| 2018 | Don’t Talk Just Kiss | Alex Christensen & The Berlin Orchestra feat. Melanie C |                             | Grünes Häkchensymbol für ja |
| 1998 | Don’t Wanna Lose You | U 96                                                    | Grünes Häkchensymbol für ja | Grünes Häkchensymbol für ja |
| 1996 | Drag Queen | U 96                                                    | Grünes Häkchensymbol für ja | Grünes Häkchensymbol für ja |
| 2015 | Driving Home for Christmas | Helene Fischer & The Royal Philharmonic Orchestra       |                             | Grünes Häkchensymbol für ja |
| 2005 | Du bist ich | Lukas Hilbert                                           | Grünes Häkchensymbol für ja | Grünes Häkchensymbol für ja |
| 2008 | Du bist so porno | Alex C. feat. Yass                                      | Grünes Häkchensymbol für ja | Grünes Häkchensymbol für ja |
| 2007 | Du hast den schönsten Arsch der Welt / The Sweetest Ass in the World (englische Version) / Tienes el culo mas bello del mundo (spanische Version) | Alex C. feat. Y-ass                                     | Grünes Häkchensymbol für ja | Grünes Häkchensymbol für ja |
| 2008 | Du hast den schönsten Arsch der Welt / The Sweetest Ass in the World (englische Version) / Tienes el culo mas bello del mundo (spanische Version) | Die Lollies (Liedtitel: Der schönste Arsch der Welt)    | Grünes Häkchensymbol für ja |                             |
| 2016 | Du hast den schönsten Arsch der Welt / The Sweetest Ass in the World (englische Version) / Tienes el culo mas bello del mundo (spanische Version) | Fler                                                    | Grünes Häkchensymbol für ja |                             |

## E
| Jahr | Titel                           | Interpret                                                    | Autor                       | Produzent                   |
| ---- | ------------------------------- | ------------------------------------------------------------ | --------------------------- | --------------------------- |
| 2008 | Ein bisschen Nymphoman          | Alex C. feat. Yass                                           | Grünes Häkchensymbol für ja | Grünes Häkchensymbol für ja |
| 2000 | Ein Land ohne Grenzen           | Marianne Rosenberg                                           | Grünes Häkchensymbol für ja |                             |
| 2008 | Endlich unendlich               | Kate & Ben                                                   |                             | Grünes Häkchensymbol für ja |
| 1998 | Energie                         | U 96                                                         | Grünes Häkchensymbol für ja | Grünes Häkchensymbol für ja |
| 2008 | Engel                           | Kate & Ben                                                   |                             | Grünes Häkchensymbol für ja |
| 2008 | Erdbeben                        | Alex C. feat. Yass                                           | Grünes Häkchensymbol für ja | Grünes Häkchensymbol für ja |
| 2006 | Erinner mich, dich zu vergessen | Yvonne Catterfeld                                            |                             | Grünes Häkchensymbol für ja |
| 2015 | Es ist ein Ros entsprungen      | Helene Fischer & The Royal Philharmonic Orchestra            |                             | Grünes Häkchensymbol für ja |
| 2000 | Eternal Flame                   | Rollergirl                                                   |                             | Grünes Häkchensymbol für ja |
| 2008 | Euphorie                        | Alex C. feat. Yass                                           | Grünes Häkchensymbol für ja | Grünes Häkchensymbol für ja |
| 2011 | Every Teardrop Is a Waterfall   | Coldplay                                                     | Grünes Häkchensymbol für ja |                             |
| 2004 | Everybody Hurts                 | Paul Anka                                                    |                             | Grünes Häkchensymbol für ja |
| 1991 | Everybody Salsa                 | Chocolate                                                    | Grünes Häkchensymbol für ja | Grünes Häkchensymbol für ja |
| 2018 | Everybody’s Free                | Alex Christensen & The Berlin Orchestra feat. Linda Teodosiu |                             | Grünes Häkchensymbol für ja |
| 2008 | Ewig                            | Peter Maffay                                                 | Grünes Häkchensymbol für ja | Grünes Häkchensymbol für ja |
| 2004 | Eye of the Tiger                | Paul Anka                                                    |                             | Grünes Häkchensymbol für ja |
| 2004 | Eyes Without a Face             | Paul Anka                                                    |                             | Grünes Häkchensymbol für ja |

## F
| Jahr | Titel                               | Interpret                                              | Autor                       | Produzent                   |
| ---- | ----------------------------------- | ------------------------------------------------------ | --------------------------- | --------------------------- |
| 2013 | Feed Me Diamonds                    | Alex C. feat. Lisa Rowe                                |                             | Grünes Häkchensymbol für ja |
| 1993 | Feel Like a Dum Dum                 | U 96                                                   | Grünes Häkchensymbol für ja | Grünes Häkchensymbol für ja |
| 2018 | Feels Like In Heaven                | Alex Christensen & The Berlin Orchestra feat. Yass     |                             | Grünes Häkchensymbol für ja |
| 2015 | Feliz Navidad                       | Helene Fischer & The Royal Philharmonic Orchestra      |                             | Grünes Häkchensymbol für ja |
| 1996 | Flash                               | U 96                                                   |                             | Grünes Häkchensymbol für ja |
| 2007 | Flugzeuge im Bauch                  | Lisa Bund                                              |                             | Grünes Häkchensymbol für ja |
| 2006 | Fly Me to the Moon (In Other Words) | Michael Bolton                                         |                             | Grünes Häkchensymbol für ja |
| 2006 | Follow the Sun                      | U 96                                                   | Grünes Häkchensymbol für ja | Grünes Häkchensymbol für ja |
| 2008 | Football Is Our Religion            | Rednex                                                 | Grünes Häkchensymbol für ja | Grünes Häkchensymbol für ja |
| 2006 | For Once in My Life                 | Michael Bolton                                         |                             | Grünes Häkchensymbol für ja |
| 2002 | Fräulein Wunderbar                  | Right Said Fred                                        |                             | Grünes Häkchensymbol für ja |
| 2018 | Freed from Desire                   | Alex Christensen & The Berlin Orchestra feat. Beymarie |                             | Grünes Häkchensymbol für ja |
| 2005 | Frenemies                           | Kate Hall                                              | Grünes Häkchensymbol für ja | Grünes Häkchensymbol für ja |
| 2015 | Fröhliche Weihnacht überall         | Helene Fischer & The Royal Philharmonic Orchestra      |                             | Grünes Häkchensymbol für ja |
| 2017 | Frühling                            | Söhne Mannheims                                        |                             | Grünes Häkchensymbol für ja |
| 2001 | Funk You                            | Right Said Fred                                        |                             | Grünes Häkchensymbol für ja |

## G
| Jahr | Titel             | Interpret             | Autor                       | Produzent                   |
| ---- | ----------------- | --------------------- | --------------------------- | --------------------------- |
| 2006 | Ganze Welt        | Lukas Hilbert / Tryna |                             | Grünes Häkchensymbol für ja |
| 2002 | Geisha Dreams     | Rollergirl            |                             | Grünes Häkchensymbol für ja |
| 2007 | Get Here          | Paul Anka             |                             | Grünes Häkchensymbol für ja |
| 1992 | Giving Up on Love | Boytronic             |                             | Grünes Häkchensymbol für ja |
| 2007 | Gli amori         | Alessandro Safina     |                             | Grünes Häkchensymbol für ja |
| 2005 | God’s Gift        | Kate Hall             |                             | Grünes Häkchensymbol für ja |
| 2008 | Good Thing        | Fady Maalouf          |                             | Grünes Häkchensymbol für ja |
| 1999 | Goodbye (Outro)   | Rollergirl            | Grünes Häkchensymbol für ja | Grünes Häkchensymbol für ja |

## H
| Jahr | Titel                                  | Interpret                                                                           | Autor                       | Produzent                   |
| ---- | -------------------------------------- | ----------------------------------------------------------------------------------- | --------------------------- | --------------------------- |
| 2015 | Hallelujah                             | Helene Fischer & The Royal Philharmonic Orchestra mit London Community Gospel Choir |                             | Grünes Häkchensymbol für ja |
| 1993 | Happy People                           | Prince Ital Joe feat. Marky Mark                                                    | Grünes Häkchensymbol für ja | Grünes Häkchensymbol für ja |
|      | Hast Du etwas Zeit für mich            | Paul Kold                                                                           | Grünes Häkchensymbol für ja |                             |
| 2015 | Have Yourself a Merry Little Christmas | Helene Fischer & The Royal Philharmonic Orchestra mit Frank Sinatra                 |                             | Grünes Häkchensymbol für ja |
| 2009 | Heart 4 Sale                           | Alex Swings Oscar Sings!                                                            | Grünes Häkchensymbol für ja | Grünes Häkchensymbol für ja |
| 1996 | Heartline / Lifeline                   | U 96                                                                                | Grünes Häkchensymbol für ja | Grünes Häkchensymbol für ja |
| 1996 | Heaven                                 | U 96                                                                                | Grünes Häkchensymbol für ja | Grünes Häkchensymbol für ja |
| 2007 | Heaven                                 | Paul Anka                                                                           |                             | Grünes Häkchensymbol für ja |
| 2015 | Heilige Nacht                          | Helene Fischer & The Royal Philharmonic Orchestra                                   |                             | Grünes Häkchensymbol für ja |
| 2008 | Helden der Liebe                       | Kate & Ben                                                                          |                             | Grünes Häkchensymbol für ja |
| 2004 | Hello                                  | Paul Anka                                                                           |                             | Grünes Häkchensymbol für ja |
| 1996 | Hello There                            | Just Friends                                                                        | Grünes Häkchensymbol für ja |                             |
| 1997 | Here Comes the Sun                     | R'n'G                                                                               | Grünes Häkchensymbol für ja | Grünes Häkchensymbol für ja |
| 2008 | Heute nacht                            | Alex C. feat. Yass                                                                  | Grünes Häkchensymbol für ja | Grünes Häkchensymbol für ja |
| 1995 | Highly Intense                         | Moonraker                                                                           | Grünes Häkchensymbol für ja |                             |
| 2009 | HiJack My Heart                        | Some & Any                                                                          |                             | Grünes Häkchensymbol für ja |
| 2000 | Hinterm Horizont geht’s weiter         | Tina Frank                                                                          |                             |                             |
| 2004 | Hold Me Closer                         | Natasha Thomas                                                                      | Grünes Häkchensymbol für ja | Grünes Häkchensymbol für ja |
| 2009 | Honestly                               | Daniel Schuhmacher                                                                  | Grünes Häkchensymbol für ja | Grünes Häkchensymbol für ja |
| 2017 | Hört hier eigentlich jemand zu         | Söhne Mannheims                                                                     |                             | Grünes Häkchensymbol für ja |
| 1995 | How Can Heaven Love Me                 | Sarah Brightman feat. Chris Thompson                                                | Grünes Häkchensymbol für ja | Grünes Häkchensymbol für ja |
| 2007 | Hoy quisiera cantarte                  | Alessandro Safina                                                                   |                             | Grünes Häkchensymbol für ja |

## I
| Jahr | Titel                             | Interpret                                                                          | Autor                       | Produzent                   |
| ---- | --------------------------------- | ---------------------------------------------------------------------------------- | --------------------------- | --------------------------- |
| 2001 | I Believe                         | Bro’Sis                                                                            | Grünes Häkchensymbol für ja | Grünes Häkchensymbol für ja |
| 2007 | I Go to Extremes                  | Paul Anka                                                                          |                             | Grünes Häkchensymbol für ja |
| 1999 | I Keep on Rollin‘                 | Rollergirl                                                                         | Grünes Häkchensymbol für ja | Grünes Häkchensymbol für ja |
| 2001 | I Know What Love Is               | Right Said Fred                                                                    |                             | Grünes Häkchensymbol für ja |
| 2009 | I Love Señoritas                  | Alex Swings Oscar Sings!                                                           | Grünes Häkchensymbol für ja | Grünes Häkchensymbol für ja |
| 2008 | I Love to Sing with You Again     | Fady Maalouf                                                                       | Grünes Häkchensymbol für ja | Grünes Häkchensymbol für ja |
| 2002 | I Love You (But I Don’t Like You) | Right Said Fred                                                                    |                             | Grünes Häkchensymbol für ja |
| 2007 | I Turn to You                     | Lisa Bund                                                                          | Grünes Häkchensymbol für ja | Grünes Häkchensymbol für ja |
| 1992 | I Wanna Be a Kennedy              | U 96                                                                               | Grünes Häkchensymbol für ja | Grünes Häkchensymbol für ja |
| 1999 | I Wish I Could                    | R'n'G                                                                              | Grünes Häkchensymbol für ja | Grünes Häkchensymbol für ja |
| 2012 | I Wish I Was                      | Scooter                                                                            | Grünes Häkchensymbol für ja |                             |
| 2009 | I Wish You Knew                   | Some & Any                                                                         |                             | Grünes Häkchensymbol für ja |
| 2008 | I Would Die for You               | Fady Maalouf                                                                       | Grünes Häkchensymbol für ja | Grünes Häkchensymbol für ja |
| 2008 | Ich lieb’ dich immer noch so sehr | Kate & Ben                                                                         | Grünes Häkchensymbol für ja | Grünes Häkchensymbol für ja |
| 2005 | Ich seh dich überall              | Lukas Hilbert                                                                      |                             | Grünes Häkchensymbol für ja |
| 2010 | Ich will mit dir fliegen          | DJ Ötzi                                                                            | Grünes Häkchensymbol für ja | Grünes Häkchensymbol für ja |
| 2015 | Ihr Kinderlein kommet             | Helene Fischer & The Royal Philharmonic Orchestra mit Wiener SängerknaBen (Sänger) |                             | Grünes Häkchensymbol für ja |
| 2015 | I’ll Be Home for Christmas        | Helene Fischer & The Royal Philharmonic Orchestra                                  |                             | Grünes Häkchensymbol für ja |
| 2009 | I’m Crazy                         | Alex Swings Oscar Sings!                                                           | Grünes Häkchensymbol für ja | Grünes Häkchensymbol für ja |
| 1999 | I’m Findin You (komm zurück …)    | Oli. P                                                                             | Grünes Häkchensymbol für ja | Grünes Häkchensymbol für ja |
| 2003 | I’m Gonna Make You Mine           | ATC                                                                                | Grünes Häkchensymbol für ja | Grünes Häkchensymbol für ja |
| 2001 | I’m in Heaven (When You Kiss Me)  | ATC                                                                                | Grünes Häkchensymbol für ja | Grünes Häkchensymbol für ja |
| 2006 | I’m in Love                       | R'n'G feat. Chicanoz                                                               |                             | Grünes Häkchensymbol für ja |
| 2004 | I’m Just a Little Bit Shy         | Natasha Thomas                                                                     | Grünes Häkchensymbol für ja | Grünes Häkchensymbol für ja |
| 2015 | In der Weihnachtsbäckerei         | Helene Fischer & The Royal Philharmonic Orchestra                                  |                             | Grünes Häkchensymbol für ja |
| 1998 | In Your Mind                      | U 96                                                                               | Grünes Häkchensymbol für ja | Grünes Häkchensymbol für ja |
| 2017 | Infinity                          | Alex Christensen & The Berlin Orchestra                                            |                             | Grünes Häkchensymbol für ja |
| 2001 | Insatiable You                    | Right Said Fred                                                                    |                             | Grünes Häkchensymbol für ja |
| 1994 | Inside Your Dreams                | U 96                                                                               | Grünes Häkchensymbol für ja | Grünes Häkchensymbol für ja |
| 2018 | Insomnia                          | Alex Christensen & The Berlin Orchestra feat. Ski                                  |                             | Grünes Häkchensymbol für ja |
| 2017 | Interlude                         | Alex Christensen & The Berlin Orchestra                                            | Grünes Häkchensymbol für ja | Grünes Häkchensymbol für ja |
| 2017 | Intermission                      | Alex Christensen & The Berlin Orchestra                                            |                             | Grünes Häkchensymbol für ja |
| 2017 | Intro                             | Alex Christensen & The Berlin Orchestra                                            | Grünes Häkchensymbol für ja | Grünes Häkchensymbol für ja |
| 1999 | Introducing Theme                 | Rollergirl                                                                         | Grünes Häkchensymbol für ja | Grünes Häkchensymbol für ja |
| 2005 | Is There Anybody Out There?       | Kate Hall                                                                          | Grünes Häkchensymbol für ja | Grünes Häkchensymbol für ja |
| 1999 | It’s a Fine Day                   | Rollergirl                                                                         | Grünes Häkchensymbol für ja | Grünes Häkchensymbol für ja |
| 2004 | It’s a Sin                        | Paul Anka                                                                          |                             | Grünes Häkchensymbol für ja |
| 2004 | It’s My Life                      | Paul Anka                                                                          |                             | Grünes Häkchensymbol für ja |
| 2004 | It’s Over Now                     | Natasha Thomas                                                                     | Grünes Häkchensymbol für ja | Grünes Häkchensymbol für ja |
| 2004 | It’s Over Now                     | Natasha Thomas feat. Sugar Daddy                                                   | Grünes Häkchensymbol für ja | Grünes Häkchensymbol für ja |
| 2006 | I’ve Got You Under My Skin        | Michael Bolton                                                                     |                             | Grünes Häkchensymbol für ja |

## J
| Jahr | Titel              | Interpret                                                                 | Autor                       | Produzent                   |
| ---- | ------------------ | ------------------------------------------------------------------------- | --------------------------- | --------------------------- |
| 2013 | J’aime le diable   | Jasper Forks                                                              | Grünes Häkchensymbol für ja |                             |
| 2001 | Jamaica Jerk       | Right Said Fred                                                           |                             | Grünes Häkchensymbol für ja |
| 1993 | Je suis selected   | U 96                                                                      | Grünes Häkchensymbol für ja | Grünes Häkchensymbol für ja |
| 2002 | Jesus Is a Clubber | Right Said Fred                                                           |                             | Grünes Häkchensymbol für ja |
| 2015 | Jingle Bells       | Helene Fischer & The Royal Philharmonic Orchestra mit Wiener Sängerknaben |                             | Grünes Häkchensymbol für ja |
| 2002 | Jubilee            | Right Said Fred                                                           |                             | Grünes Häkchensymbol für ja |
| 2004 | Jump               | Paul Anka                                                                 |                             | Grünes Häkchensymbol für ja |

## K
| Jahr | Titel                              | Interpret                                         | Autor                       | Produzent                   |
| ---- | ---------------------------------- | ------------------------------------------------- | --------------------------- | --------------------------- |
| 1992 | Kimiko                             | Boytronic                                         |                             | Grünes Häkchensymbol für ja |
| 1997 | Kiss                               | Verona                                            | Grünes Häkchensymbol für ja |                             |
| 2016 | Kling, Glöckchen, klingelingeling  | Helene Fischer & The Royal Philharmonic Orchestra |                             | Grünes Häkchensymbol für ja |
| 2005 | Kommt meine Liebe nicht bei dir an | Lukas Hilbert                                     |                             | Grünes Häkchensymbol für ja |
| 2005 | Kommt meine Liebe nicht bei dir an | Lukas Hilbert feat. Trina                         |                             | Grünes Häkchensymbol für ja |
| 2008 | Königin ohne Thron                 | Kate & Ben                                        |                             | Grünes Häkchensymbol für ja |

## L
| Jahr | Titel                                                        | Interpret                                                                 | Autor                       | Produzent                   |
| ---- | ------------------------------------------------------------ | ------------------------------------------------------------------------- | --------------------------- | --------------------------- |
| 1991 | La ola                                                       | Chocolate                                                                 | Grünes Häkchensymbol für ja |                             |
| 2009 | La vie en rose                                               | Alex Swings Oscar Sings!                                                  |                             | Grünes Häkchensymbol für ja |
| 2012 | L’amour toujours                                             | Alex C. feat. Yass vs. Ski                                                |                             | Grünes Häkchensymbol für ja |
| 2017 | L’amour toujours                                             | Alex Christensen & The Berlin Orchestra                                   |                             | Grünes Häkchensymbol für ja |
| 2001 | Lap Dance Junkie                                             | Right Said Fred                                                           |                             | Grünes Häkchensymbol für ja |
| 2015 | Lasst uns froh und munter sein                               | Helene Fischer & The Royal Philharmonic Orchestra mit Wiener Sängerknaben |                             | Grünes Häkchensymbol für ja |
| 1998 | Last Christmas                                               | Rap Allstars feat. Leroy Daniels                                          |                             | Grünes Häkchensymbol für ja |
| 2015 | Last Christmas                                               | The Royal Philharmonic Orchestra mit Ricky Martin                         |                             | Grünes Häkchensymbol für ja |
| 2007 | Learn to Love You                                            | Lisa Bund                                                                 | Grünes Häkchensymbol für ja | Grünes Häkchensymbol für ja |
| 2015 | Leise rieselt der Schnee                                     | Helene Fischer & The Royal Philharmonic Orchestra                         |                             | Grünes Häkchensymbol für ja |
| 2015 | Let It Snow                                                  | Helene Fischer & The Royal Philharmonic Orchestra                         |                             | Grünes Häkchensymbol für ja |
| 2000 | Let Me Come & Let Me Go                                      | ATC                                                                       |                             | Grünes Häkchensymbol für ja |
| 2004 | Let Me Show You (The Way)                                    | Natasha Thomas                                                            | Grünes Häkchensymbol für ja | Grünes Häkchensymbol für ja |
| 1998 | Let the Music Heal Your Soul                                 | Bravo All Stars                                                           | Grünes Häkchensymbol für ja | Grünes Häkchensymbol für ja |
| 1994 | Let Yourself Go                                              | Pech                                                                      | Grünes Häkchensymbol für ja | Grünes Häkchensymbol für ja |
| 1999 | Licht und Farben                                             | Rollergirl                                                                | Grünes Häkchensymbol für ja | Grünes Häkchensymbol für ja |
| 2008 | Liebe zu dritt / Threesome Is My Fantasy (englische Version) | Alex C. feat. Yass                                                        | Grünes Häkchensymbol für ja | Grünes Häkchensymbol für ja |
| 1996 | Life in Paradise                                             | U 96                                                                      | Grünes Häkchensymbol für ja | Grünes Häkchensymbol für ja |
| 1994 | Life in the Streets                                          | Prince Ital Joe feat. Marky Mark                                          | Grünes Häkchensymbol für ja | Grünes Häkchensymbol für ja |
| 2001 | Like a Woman                                                 | Right Said Fred                                                           |                             | Grünes Häkchensymbol für ja |
| 2018 | Like Jonny Däpp                                              | Good N8 vs. Famoe                                                         | Grünes Häkchensymbol für ja |                             |
| 2018 | Listen to Your Heart                                         | Alex Christensen & The Berlin Orchestra feat. Medina                      |                             | Grünes Häkchensymbol für ja |
| 2015 | Little Drummer Boy                                           | Helene Fischer & The Royal Philharmonic Orchestra                         |                             | Grünes Häkchensymbol für ja |
| 2000 | Live at Electrogorsk                                         | U 96                                                                      | Grünes Häkchensymbol für ja | Grünes Häkchensymbol für ja |
| 2000 | Lonely                                                       | ATC                                                                       | Grünes Häkchensymbol für ja | Grünes Häkchensymbol für ja |
| 1990 | Los niños del sol                                            | Lorca                                                                     | Grünes Häkchensymbol für ja |                             |
| 2000 | Lost Paradise                                                | U 96                                                                      | Grünes Häkchensymbol für ja | Grünes Häkchensymbol für ja |
| 1996 | Love Generation                                              | U 96                                                                      | Grünes Häkchensymbol für ja | Grünes Häkchensymbol für ja |
| 2012 | Love in the Morning (My Sex.O.S.)                            | Alex C.                                                                   | Grünes Häkchensymbol für ja |                             |
| 2000 | Love Is Blind                                                | ATC                                                                       |                             | Grünes Häkchensymbol für ja |
| 2009 | Love Is the Answer                                           | Some & Any                                                                | Grünes Häkchensymbol für ja | Grünes Häkchensymbol für ja |
| 2008 | Love of My Life                                              | Fady Maalouf                                                              | Grünes Häkchensymbol für ja | Grünes Häkchensymbol für ja |
| 1994 | Love Religion                                                | U 96                                                                      | Grünes Häkchensymbol für ja | Grünes Häkchensymbol für ja |
| 1993 | Love Sees No Colour                                          | U 96                                                                      | Grünes Häkchensymbol für ja | Grünes Häkchensymbol für ja |
| 2004 | Lovecats                                                     | Paul Anka                                                                 |                             | Grünes Häkchensymbol für ja |
| 2001 | Lovers.com                                                   | Right Said Fred                                                           |                             | Grünes Häkchensymbol für ja |
| 2001 | Lovesong                                                     | Right Said Fred                                                           |                             | Grünes Häkchensymbol für ja |
| 1996 | Lovin’ You                                                   | Just Friends                                                              | Grünes Häkchensymbol für ja |                             |
| 2004 | Loving You Is Not Easy                                       | Natasha Thomas                                                            |                             | Grünes Häkchensymbol für ja |
| 1999 | Luv U More                                                   | Rollergirl                                                                |                             | Grünes Häkchensymbol für ja |

## M
| Jahr | Titel                                    | Interpret                                                     | Autor                       | Produzent                   |
| ---- | ---------------------------------------- | ------------------------------------------------------------- | --------------------------- | --------------------------- |
| 1999 | Make My Day (Now You Know …)             | Rollergirl                                                    | Grünes Häkchensymbol für ja | Grünes Häkchensymbol für ja |
| 1996 | Mallorca – How Are U?                    | Party Muchachos                                               | Grünes Häkchensymbol für ja |                             |
| 2015 | Maria durch ein Dornwald ging            | Helene Fischer & The Royal Philharmonic Orchestra             |                             | Grünes Häkchensymbol für ja |
| 2000 | Mind Machine                             | ATC                                                           |                             | Grünes Häkchensymbol für ja |
| 2009 | Miss Kiss Kiss Bang                      | Alex Swings Oscar Sings!                                      | Grünes Häkchensymbol für ja | Grünes Häkchensymbol für ja |
| 2000 | Mistake No. 2                            | ATC                                                           |                             | Grünes Häkchensymbol für ja |
| 2001 | MoJive                                   | Right Said Fred                                               | Grünes Häkchensymbol für ja | Grünes Häkchensymbol für ja |
| 2003 | Moment in Time                           | ATC                                                           | Grünes Häkchensymbol für ja | Grünes Häkchensymbol für ja |
| 2004 | More And More                            | Natasha Thomas                                                | Grünes Häkchensymbol für ja | Grünes Häkchensymbol für ja |
| 1995 | Movin’                                   | U 96                                                          | Grünes Häkchensymbol für ja | Grünes Häkchensymbol für ja |
| 2007 | Mr. Brightside                           | Paul Anka                                                     |                             | Grünes Häkchensymbol für ja |
| 2006 | Mr. DJ Put on the Red Light              | U 96 feat. Das Bo                                             | Grünes Häkchensymbol für ja | Grünes Häkchensymbol für ja |
| 2018 | Mr. Vain                                 | Alex Christensen & The Berlin Orchestra feat. Anastacia & Ski |                             | Grünes Häkchensymbol für ja |
| 2009 | Muchacha Kiss Kiss Bang                  | Alex Swings Oscar Sings!                                      | Grünes Häkchensymbol für ja | Grünes Häkchensymbol für ja |
| 1992 | My Baby Lost Her Way                     | Boytronic                                                     |                             | Grünes Häkchensymbol für ja |
| 2006 | My Funny Valentine                       | Michael Bolton                                                |                             | Grünes Häkchensymbol für ja |
| 2000 | My Heart Beats Like a Drum (Dam Dam Dam) | ATC                                                           | Grünes Häkchensymbol für ja | Grünes Häkchensymbol für ja |
| 2002 | My Sweet Dream                           | Rollergirl                                                    | Grünes Häkchensymbol für ja | Grünes Häkchensymbol für ja |
| 2007 | My Way                                   | Paul Anka & Jon Bon Jovi                                      |                             | Grünes Häkchensymbol für ja |

## N
| Jahr | Titel                            | Interpret                                                   | Autor                       | Produzent                   |
| ---- | -------------------------------- | ----------------------------------------------------------- | --------------------------- | --------------------------- |
| 2008 | Nachts zum Strand gehen          | Alex C. feat. Yass                                          | Grünes Häkchensymbol für ja | Grünes Häkchensymbol für ja |
| 2002 | Nangijala                        | Udo Lindenberg mit Yvonne Catterfeld                        | Grünes Häkchensymbol für ja |                             |
| 2017 | Nessaja                          | Alex Christensen & The Berlin Orchestra feat. Asja Ahatovic |                             | Grünes Häkchensymbol für ja |
| 1998 | Never Had a Dream Come True      | R'n'G                                                       | Grünes Häkchensymbol für ja | Grünes Häkchensymbol für ja |
| 2003 | New York City                    | ATC                                                         | Grünes Häkchensymbol für ja | Grünes Häkchensymbol für ja |
| 2006 | New York, New York               | Michael Bolton                                              |                             | Grünes Häkchensymbol für ja |
| 2006 | Night and Day                    | Michael Bolton                                              |                             | Grünes Häkchensymbol für ja |
| 1993 | Night in Motion                  | U 96                                                        | Grünes Häkchensymbol für ja | Grünes Häkchensymbol für ja |
| 2002 | Night Night                      | Right Said Fred                                             |                             | Grünes Häkchensymbol für ja |
| 1992 | No Control                       | U 96                                                        | Grünes Häkchensymbol für ja |                             |
| 2017 | No Limit                         | Alex Christensen & The Berlin Orchestra                     |                             | Grünes Häkchensymbol für ja |
| 1995 | No Mercy (The Fist of the Tiger) | Marky Mark                                                  | Grünes Häkchensymbol für ja | Grünes Häkchensymbol für ja |
| 2007 | Non avendo te                    | Alessandro Safina                                           |                             | Grünes Häkchensymbol für ja |
| 2000 | Notte d’amore con te             | ATC                                                         | Grünes Häkchensymbol für ja | Grünes Häkchensymbol für ja |
| 1999 | Now It’s the Time                | Rollergirl                                                  | Grünes Häkchensymbol für ja | Grünes Häkchensymbol für ja |

## O
| Jahr | Titel                  | Interpret                                                                 | Autor                       | Produzent                   |
| ---- | ---------------------- | ------------------------------------------------------------------------- | --------------------------- | --------------------------- |
| 2015 | O du fröhliche         | Helene Fischer & The Royal Philharmonic Orchestra mit Wiener Sängerknaben |                             | Grünes Häkchensymbol für ja |
| 2015 | O Tannenbaum           | Helene Fischer & The Royal Philharmonic Orchestra mit Wiener Sängerknaben |                             | Grünes Häkchensymbol für ja |
| 2006 | Ochie Walla            | R'n'G feat. Chicanoz                                                      | Grünes Häkchensymbol für ja | Grünes Häkchensymbol für ja |
| 1999 | Olé Olé Singin Olé Ola | Rollergirl                                                                | Grünes Häkchensymbol für ja | Grünes Häkchensymbol für ja |
| 1995 | On the Nile            | Sarah Brightman                                                           |                             | Grünes Häkchensymbol für ja |
| 2008 | One More Try           | Fady Maalouf                                                              | Grünes Häkchensymbol für ja | Grünes Häkchensymbol für ja |
| 2005 | Only One               | Kate Hall                                                                 | Grünes Häkchensymbol für ja | Grünes Häkchensymbol für ja |
| 1997 | Only You Can Do It     | Verona                                                                    | Grünes Häkchensymbol für ja |                             |
| 1997 | Open Up Your Mind      | R'n'G                                                                     | Grünes Häkchensymbol für ja | Grünes Häkchensymbol für ja |
| 2008 | Opening Night          | Fady Maalouf                                                              |                             | Grünes Häkchensymbol für ja |
| 2007 | Ordinary World         | Paul Anka                                                                 |                             | Grünes Häkchensymbol für ja |
| 2009 | Oscar’s Suite          | Alex Swings Oscar Sings!                                                  | Grünes Häkchensymbol für ja | Grünes Häkchensymbol für ja |

## P
| Jahr | Titel                           | Interpret                               | Autor                       | Produzent                   |
| ---- | ------------------------------- | --------------------------------------- | --------------------------- | --------------------------- |
| 1998 | Pacific Christmas               | Rap Allstars feat. Leroy Daniels        |                             | Grünes Häkchensymbol für ja |
| 2008 | Papillon d’amour                | Fady Maalouf                            |                             | Grünes Häkchensymbol für ja |
| 2015 | Paradise                        | Jasper Forks                            | Grünes Häkchensymbol für ja | Grünes Häkchensymbol für ja |
| 2008 | Perfect                         | Fady Maalouf                            |                             | Grünes Häkchensymbol für ja |
| 1992 | Pictures of You                 | Boytronic                               |                             | Grünes Häkchensymbol für ja |
| 2007 | Planando su te                  | Alessandro Safina                       |                             | Grünes Häkchensymbol für ja |
| 2008 | Platz frei                      | Kate & Ben                              | Grünes Häkchensymbol für ja | Grünes Häkchensymbol für ja |
| 2002 | Popsong                         | Right Said Fred                         |                             | Grünes Häkchensymbol für ja |
| 2014 | Pour commencer                  | Marin Monster feat. Maître Gims         | Grünes Häkchensymbol für ja |                             |
| 2017 | Prelude                         | Alex Christensen & The Berlin Orchestra |                             | Grünes Häkchensymbol für ja |
| 1989 | Private Party                   | Boytronic                               |                             | Grünes Häkchensymbol für ja |
| 1991 | Put a Little Love in Your Heart | Oliver Cheatham                         | Grünes Häkchensymbol für ja |                             |
| 2009 | Puttin’ on the Ritz             | Alex Swings Oscar Sings!                |                             | Grünes Häkchensymbol für ja |

## R
| Jahr | Titel                            | Interpret                                                 | Autor                       | Produzent                   |
| ---- | -------------------------------- | --------------------------------------------------------- | --------------------------- | --------------------------- |
| 2004 | Radio Heartbeat                  | R'n'G                                                     | Grünes Häkchensymbol für ja | Grünes Häkchensymbol für ja |
| 1994 | Rastaman Vibration               | Prince Ital Joe feat. Marky Mark                          | Grünes Häkchensymbol für ja |                             |
| 2017 | Redemption                       | Alex Christensen & The Berlin Orchestra                   |                             | Grünes Häkchensymbol für ja |
| 2007 | Regresa a mi                     | Alessandro Safina                                         |                             | Grünes Häkchensymbol für ja |
| 2017 | Rhythm Is a Dancer               | Alex Christensen & The Berlin Orchestra feat. Ivy Quainoo |                             | Grünes Häkchensymbol für ja |
| 2000 | Rhythm of Life                   | U 96                                                      | Grünes Häkchensymbol für ja | Grünes Häkchensymbol für ja |
| 1997 | Rhythm of My Heart (Tik Tak)     | R'n'G                                                     | Grünes Häkchensymbol für ja |                             |
| 2002 | Rhythm of the Night              | Alex C. feat. Yasmin K.                                   |                             | Grünes Häkchensymbol für ja |
| 1990 | Ritmo de la noche                | Chocolate                                                 | Grünes Häkchensymbol für ja | Grünes Häkchensymbol für ja |
| 1994 | Ritmo de la noche                | Chocolate feat. Chico and the Gypsies                     | Grünes Häkchensymbol für ja |                             |
| 2004 | Ritmo de la noche                | Safri Duo                                                 | Grünes Häkchensymbol für ja |                             |
| 2017 | Ritmo de la noche                | Collectif Métissé                                         | Grünes Häkchensymbol für ja |                             |
| 2010 | River Flows in You\|Jasper Forks |                                                           | Grünes Häkchensymbol für ja |                             |
| 1999 | Rollergirl                       | Rollergirl                                                |                             | Grünes Häkchensymbol für ja |
| 2001 | Rollergirl Theme                 | Rollergirl                                                | Grünes Häkchensymbol für ja | Grünes Häkchensymbol für ja |
| 1996 | Rompete                          | Princessa                                                 |                             | Grünes Häkchensymbol für ja |
| 2015 | Rudolph, the Red-Nosed Reindeer  | Helene Fischer & The Royal Philharmonic Orchestra         |                             | Grünes Häkchensymbol für ja |

## S
| Jahr | Titel                          | Interpret                                                   | Autor                       | Produzent                   |
| ---- | ------------------------------ | ----------------------------------------------------------- | --------------------------- | --------------------------- |
| 2018 | Sandstorm                      | Alex Christensen & The Berlin Orchestra                     |                             | Grünes Häkchensymbol für ja |
| 2016 | Santa Baby                     | Helene Fischer & The Royal Philharmonic Orchestra           |                             | Grünes Häkchensymbol für ja |
| 2015 | Santa Claus Is Coming to Town  | Helene Fischer & The Royal Philharmonic Orchestra           |                             | Grünes Häkchensymbol für ja |
| 2007 | Saremo musica                  | Alessandro Safina                                           |                             | Grünes Häkchensymbol für ja |
| 2004 | Save Your Kisses for Me        | Natasha Thomas                                              | Grünes Häkchensymbol für ja | Grünes Häkchensymbol für ja |
| 2004 | Save Your Kisses for Me        | Die Schlümpfe (Liedtitel: Wenn ich Königin wär)             | Grünes Häkchensymbol für ja |                             |
| 2008 | Schlaflied                     | Kate & Ben                                                  |                             | Grünes Häkchensymbol für ja |
| 2016 | Schneeflöckchen, Weißröckchen  | Helene Fischer & The Royal Philharmonic Orchestra           |                             | Grünes Häkchensymbol für ja |
| 2008 | Schwerelos                     | Kate & Ben                                                  |                             | Grünes Häkchensymbol für ja |
| 2002 | Set Me Free                    | ATC                                                         | Grünes Häkchensymbol für ja | Grünes Häkchensymbol für ja |
| 2008 | Setz die Segel!                | Alex C. feat. Yass                                          | Grünes Häkchensymbol für ja | Grünes Häkchensymbol für ja |
| 1997 | Seven Wonders                  | U 96                                                        | Grünes Häkchensymbol für ja | Grünes Häkchensymbol für ja |
| 1997 | Seven Wonders                  | Die Schlümpfe (Liedtitel: Sieben Tage)                      | Grünes Häkchensymbol für ja |                             |
| 2008 | Sex an der Bar                 | Alex C. feat. Yass                                          | Grünes Häkchensymbol für ja | Grünes Häkchensymbol für ja |
| 2003 | Shine                          | Natasha Thomas                                              | Grünes Häkchensymbol für ja | Grünes Häkchensymbol für ja |
| 2008 | Show Me Your Love              | Fady Maalouf                                                | Grünes Häkchensymbol für ja | Grünes Häkchensymbol für ja |
| 2016 | Sleigh Ride                    | Helene Fischer & The Royal Philharmonic Orchestra           |                             | Grünes Häkchensymbol für ja |
| 2004 | Smells Like Teen Spirit        | Paul Anka                                                   |                             | Grünes Häkchensymbol für ja |
| 1994 | Smile On Your Face             | Pech                                                        |                             | Grünes Häkchensymbol für ja |
| 2008 | So geil so                     | Alex C. feat. Yass                                          | Grünes Häkchensymbol für ja | Grünes Häkchensymbol für ja |
| 2003 | So in Love With You            | B3                                                          | Grünes Häkchensymbol für ja | Grünes Häkchensymbol für ja |
| 2000 | So Magical                     | ATC                                                         | Grünes Häkchensymbol für ja | Grünes Häkchensymbol für ja |
| 2016 | So schön ist die Zeit          | Michelle                                                    | Grünes Häkchensymbol für ja | Grünes Häkchensymbol für ja |
| 2013 | So Sehn Sieger Aus             | Christian Venus                                             | Grünes Häkchensymbol für ja | Grünes Häkchensymbol für ja |
| 2007 | Sognami                        | Alessandro Safina                                           |                             | Grünes Häkchensymbol für ja |
| 2018 | Something                      | Alex Christensen & The Berlin Orchestra feat. Asja Ahatovic |                             | Grünes Häkchensymbol für ja |
| 1995 | Something in the Air           | Sarah Brightman feat. Tom Jones                             | Grünes Häkchensymbol für ja |                             |
| 2002 | Something in Your Eyes         | Right Said Fred                                             |                             | Grünes Häkchensymbol für ja |
| 1992 | Sonar Sequences                | U 96                                                        | Grünes Häkchensymbol für ja |                             |
| 2017 | Sonic Empire                   | Alex Christensen & The Berlin Orchestra                     |                             | Grünes Häkchensymbol für ja |
| 1999 | Spirit of the Summer           | Cyfer feat. Jennifer Joy                                    | Grünes Häkchensymbol für ja | Grünes Häkchensymbol für ja |
| 1992 | Sporty Animal-Loving Extrovert | U 96                                                        | Grünes Häkchensymbol für ja |                             |
| 2002 | Stand Up (For the Champions)   | Right Said Fred                                             |                             | Grünes Häkchensymbol für ja |
| 2016 | Still, still, still            | Helene Fischer & The Royal Philharmonic Orchestra           |                             | Grünes Häkchensymbol für ja |
| 2015 | Stille Nacht                   | Helene Fischer & The Royal Philharmonic Orchestra           |                             | Grünes Häkchensymbol für ja |
| 2009 | Story to Tell                  | Some & Any                                                  |                             | Grünes Häkchensymbol für ja |
| 2004 | Suddenly                       | Natasha Thomas                                              | Grünes Häkchensymbol für ja | Grünes Häkchensymbol für ja |
| 2006 | Summer Wind                    | Michael Bolton                                              |                             | Grünes Häkchensymbol für ja |
| 2002 | Summertime Fools               | Right Said Fred                                             |                             | Grünes Häkchensymbol für ja |
| 2011 | Sunlight                       | DJ Antoine feat. Tom Dice                                   | Grünes Häkchensymbol für ja |                             |
| 2004 | Sunshine After Rain            | Natasha Thomas                                              | Grünes Häkchensymbol für ja | Grünes Häkchensymbol für ja |
| 2000 | Superstar                      | Rollergirl                                                  | Grünes Häkchensymbol für ja | Grünes Häkchensymbol für ja |
| 2015 | Süßer die Glocken nie klingen  | Helene Fischer & The Royal Philharmonic Orchestra           |                             | Grünes Häkchensymbol für ja |
| 1992 | Suzie By the Fountain          | Boytronic                                                   |                             | Grünes Häkchensymbol für ja |
| 2008 | Sway                           | Fady Maalouf                                                |                             | Grünes Häkchensymbol für ja |

## T
| Jahr | Titel                             | Interpret                                                   | Autor                       | Produzent                   |
| ---- | --------------------------------- | ----------------------------------------------------------- | --------------------------- | --------------------------- |
| 2017 | Tears Don’t Lie                   | Alex Christensen & The Berlin Orchestra feat. Asja Ahatovic |                             | Grünes Häkchensymbol für ja |
| 2004 | Tears in Heaven                   | Paul Anka                                                   |                             | Grünes Häkchensymbol für ja |
| 1999 | Tequila                           | R'n'G                                                       | Grünes Häkchensymbol für ja | Grünes Häkchensymbol für ja |
| 2006 | That’s Life                       | Michael Bolton                                              |                             | Grünes Häkchensymbol für ja |
| 2015 | The Christmas Song                | Helene Fischer & The Royal Philharmonic Orchestra           |                             | Grünes Häkchensymbol für ja |
| 2016 | The First Noël                    | Helene Fischer & The Royal Philharmonic Orchestra           |                             | Grünes Häkchensymbol für ja |
| 2006 | The Girl from Ipanema             | Michael Bolton                                              |                             | Grünes Häkchensymbol für ja |
| 1992 | The Heart and the Machine         | Boytronic                                                   |                             | Grünes Häkchensymbol für ja |
| 1992 | The Lovebeat                      | Boytronic                                                   |                             | Grünes Häkchensymbol für ja |
| 1996 | The Night                         | Princessa                                                   |                             | Grünes Häkchensymbol für ja |
| 1993 | The One Russian                   | U 96                                                        | Grünes Häkchensymbol für ja | Grünes Häkchensymbol für ja |
| 1993 | The Pop Crisis                    | U 96                                                        | Grünes Häkchensymbol für ja | Grünes Häkchensymbol für ja |
| 2015 | The Power of Love                 | Helene Fischer & The Royal Philharmonic Orchestra           |                             | Grünes Häkchensymbol für ja |
| 1993 | The Rainbow Factor                | U 96                                                        | Grünes Häkchensymbol für ja | Grünes Häkchensymbol für ja |
| 2017 | The Rise                          | Alex Christensen & The Berlin Orchestra                     | Grünes Häkchensymbol für ja | Grünes Häkchensymbol für ja |
| 2006 | The Second Time Around            | Michael Bolton & Nicollette Sheridan                        |                             | Grünes Häkchensymbol für ja |
| 2001 | The Sun Changes Everything        | Right Said Fred                                             |                             | Grünes Häkchensymbol für ja |
| 2004 | The Way You Make Me Feel          | Paul Anka                                                   |                             | Grünes Häkchensymbol für ja |
| 1993 | Theme from Replugged              | U 96                                                        | Grünes Häkchensymbol für ja | Grünes Häkchensymbol für ja |
| 2006 | They Can’t Take That Away From Me | Michael Bolton                                              |                             | Grünes Häkchensymbol für ja |
| 2000 | Thinking of You                   | ATC                                                         |                             | Grünes Häkchensymbol für ja |
| 2008 | This Anchor Holds                 | Fady Maalouf                                                |                             | Grünes Häkchensymbol für ja |
| 2001 | This Is Your Night                | Rollergirl                                                  | Grünes Häkchensymbol für ja | Grünes Häkchensymbol für ja |
| 1991 | Tiefenrausch                      | U 96                                                        | Grünes Häkchensymbol für ja | Grünes Häkchensymbol für ja |
| 2007 | Time After Time                   | Paul Anka                                                   |                             | Grünes Häkchensymbol für ja |
| 1994 | To Be Important                   | Prince Ital Joe feat. Marky Mark                            | Grünes Häkchensymbol für ja | Grünes Häkchensymbol für ja |
| 2015 | Tochter Zion                      | Helene Fischer & The Royal Philharmonic Orchestra           |                             | Grünes Häkchensymbol für ja |
| 2009 | Too Perfect                       | Some & Any                                                  |                             | Grünes Häkchensymbol für ja |
| 2007 | Tous les visages de l’amour       | Alessandro Safina                                           |                             | Grünes Häkchensymbol für ja |
| 2008 | Traumfänger                       | Alex C. feat. Yasmin K.                                     | Grünes Häkchensymbol für ja | Grünes Häkchensymbol für ja |
| 2017 | Treppe zum Mond                   | Söhne Mannheims                                             |                             | Grünes Häkchensymbol für ja |
| 2016 | Trotzdem                          | Michelle                                                    | Grünes Häkchensymbol für ja |                             |
| 2004 | True                              | Paul Anka                                                   |                             | Grünes Häkchensymbol für ja |
| 1996 | Try                               | U 96                                                        | Grünes Häkchensymbol für ja | Grünes Häkchensymbol für ja |
| 2017 | Turn the Tide                     | Alex Christensen & The Berlin Orchestra feat. Asja Ahatovic |                             | Grünes Häkchensymbol für ja |

## U
| Jahr | Titel                 | Interpret                                                   | Autor                       | Produzent                   |
| ---- | --------------------- | ----------------------------------------------------------- | --------------------------- | --------------------------- |
| 2002 | Under a Simpsons’ Sky | Right Said Fred                                             |                             | Grünes Häkchensymbol für ja |
| 2000 | Underwater            | U 96                                                        | Grünes Häkchensymbol für ja | Grünes Häkchensymbol für ja |
| 1994 | United                | Prince Ital Joe feat. Marky Mark                            | Grünes Häkchensymbol für ja | Grünes Häkchensymbol für ja |
| 2009 | United                | Mark ’Oh                                                    | Grünes Häkchensymbol für ja |                             |
| 2017 | United                | Alex Christensen & The Berlin Orchestra feat. Asja Ahatovic | Grünes Häkchensymbol für ja | Grünes Häkchensymbol für ja |
| 2000 | Until                 | ATC                                                         |                             | Grünes Häkchensymbol für ja |

## V
| Jahr | Titel                            | Interpret                                                           | Autor                       | Produzent                   |
| ---- | -------------------------------- | ------------------------------------------------------------------- | --------------------------- | --------------------------- |
| 2007 | Venezia al tramonto              | Alessandro Safina                                                   |                             | Grünes Häkchensymbol für ja |
| 1996 | Venus in Chains                  | U 96                                                                | Grünes Häkchensymbol für ja | Grünes Häkchensymbol für ja |
| 2011 | Verskietende sterre              | Ray Dylan                                                           | Grünes Häkchensymbol für ja |                             |
| 1996 | Virgin Heart                     | Errol Brown                                                         |                             | Grünes Häkchensymbol für ja |
| 2015 | Vom Himmel hoch, da komm ich her | Helene Fischer & The Royal Philharmonic Orchestra mit Xavier Naidoo |                             | Grünes Häkchensymbol für ja |
| 2006 | Vorbei                           | U 96 feat. Ben                                                      | Grünes Häkchensymbol für ja | Grünes Häkchensymbol für ja |

## W
| Jahr | Titel                                                    | Interpret                                                         | Autor                       | Produzent                   |
| ---- | -------------------------------------------------------- | ----------------------------------------------------------------- | --------------------------- | --------------------------- |
| 2007 | Waiting for a Girl Like You                              | Paul Anka                                                         |                             | Grünes Häkchensymbol für ja |
| 2007 | Walking in Memphis                                       | Paul Anka                                                         |                             | Grünes Häkchensymbol für ja |
| 2009 | Walking in the Rain                                      | Alex Swings Oscar Sings!                                          | Grünes Häkchensymbol für ja | Grünes Häkchensymbol für ja |
| 1993 | War of the Worlds                                        | U 96                                                              |                             | Grünes Häkchensymbol für ja |
| 2004 | Was ich an dir mag                                       | Lukas Hilbert                                                     |                             | Grünes Häkchensymbol für ja |
| 1996 | We Don’t Have to Take Our Clothes Off                    | Two Good                                                          |                             | Grünes Häkchensymbol für ja |
| 1996 | We Want You Back for Good                                | 2 Lips                                                            | Grünes Häkchensymbol für ja | Grünes Häkchensymbol für ja |
| 2015 | We Wish You a Merry Christmas                            | Helene Fischer & The Royal Philharmonic Orchestra                 |                             | Grünes Häkchensymbol für ja |
| 2005 | Weihnachten wär geiler … wär der Weihnachtsmann ’ne Frau | Lukas Hilbert                                                     |                             | Grünes Häkchensymbol für ja |
| 2015 | What Child Is This                                       | Plácido Domingo with Helene Fischer                               |                             |                             |
| 2007 | What Goes Up                                             | Lisa Bund                                                         | Grünes Häkchensymbol für ja | Grünes Häkchensymbol für ja |
| 2017 | What Is Love                                             | Alex Christensen & The Berlin Orchestra feat. Carlotta            |                             | Grünes Häkchensymbol für ja |
| 2009 | What the World Needs Now                                 | Alex Swings Oscar Sings!                                          |                             | Grünes Häkchensymbol für ja |
| 2002 | What’s Goin’ On?                                         | Bro’Sis                                                           |                             | Grünes Häkchensymbol für ja |
| 2015 | White Christmas                                          | Helene Fischer & The Royal Philharmonic Orchestra mit Bing Crosby |                             | Grünes Häkchensymbol für ja |
| 2003 | Why (Does Your Love Hurt So Much)                        | Natasha Thomas                                                    |                             | Grünes Häkchensymbol für ja |
| 2000 | Why Oh Why                                               | ATC                                                               | Grünes Häkchensymbol für ja | Grünes Häkchensymbol für ja |
| 2000 | Wieder da                                                | Marianne Rosenberg                                                | Grünes Häkchensymbol für ja | Grünes Häkchensymbol für ja |
| 2008 | Will You Still Love Me Tomorrow                          | Fady Maalouf                                                      | Grünes Häkchensymbol für ja | Grünes Häkchensymbol für ja |
| 2015 | Winter Wonderland                                        | Helene Fischer & The Royal Philharmonic Orchestra                 |                             | Grünes Häkchensymbol für ja |
| 2008 | Wir                                                      | Kate & Ben                                                        |                             | Grünes Häkchensymbol für ja |
| 2008 | Wir übernehmen die Welt                                  | Kate & Ben                                                        |                             | Grünes Häkchensymbol für ja |
| 2000 | With You                                                 | ATC                                                               |                             | Grünes Häkchensymbol für ja |
| 1993 | Without You                                              | U 96                                                              | Grünes Häkchensymbol für ja | Grünes Häkchensymbol für ja |
| 2000 | Without Your Love                                        | ATC                                                               |                             | Grünes Häkchensymbol für ja |
| 2018 | Wohlfühlgarantie                                         | Beatrice Egli                                                     | Grünes Häkchensymbol für ja | Grünes Häkchensymbol für ja |
| 2004 | Wonderwall                                               | Paul Anka                                                         |                             | Grünes Häkchensymbol für ja |
| 1997 | World                                                    | U 96                                                              |                             | Grünes Häkchensymbol für ja |
| 2000 | World in Motion                                          | ATC                                                               | Grünes Häkchensymbol für ja | Grünes Häkchensymbol für ja |

## Y
| Jahr | Titel                         | Interpret                                                   | Autor                       | Produzent                   |
| ---- | ----------------------------- | ----------------------------------------------------------- | --------------------------- | --------------------------- |
| 2007 | You Are My Destiny            | Paul Anka & Michael Bublé                                   |                             | Grünes Häkchensymbol für ja |
| 2006 | You Go to My Head             | Michael Bolton                                              |                             | Grünes Häkchensymbol für ja |
| 1999 | You Make Me Feel Like Dancin’ | Rollergirl                                                  | Grünes Häkchensymbol für ja | Grünes Häkchensymbol für ja |
| 2012 | You Make Me Say               | Gromee feat. Tommy Gunn & Ali Tennant                       | Grünes Häkchensymbol für ja |                             |
| 1993 | You Make Me Wonder            | U 96                                                        | Grünes Häkchensymbol für ja | Grünes Häkchensymbol für ja |
| 1993 | Young Girls                   | U 96                                                        | Grünes Häkchensymbol für ja | Grünes Häkchensymbol für ja |
| 2004 | Young Hearts                  | Natasha Thomas                                              |                             | Grünes Häkchensymbol für ja |
| 1992 | Your Strange Ways             | Boytronic                                                   |                             | Grünes Häkchensymbol für ja |
| 2003 | You’re My Angel               | B3                                                          | Grünes Häkchensymbol für ja | Grünes Häkchensymbol für ja |
| 2001 | You’re My Mate                | Right Said Fred                                             |                             | Grünes Häkchensymbol für ja |
| 2017 | You’re Not Alone              | Alex Christensen & The Berlin Orchestra feat. Asja Ahatovic |                             | Grünes Häkchensymbol für ja |

## Z
| Jahr | Titel                   | Interpret          | Autor                       | Produzent                   |
| ---- | ----------------------- | ------------------ | --------------------------- | --------------------------- |
| 1992 | Zio – Das Herz          | Boytronic          |                             | Grünes Häkchensymbol für ja |
| 2016 | Zirkus (für Dich)       | Michelle           | Grünes Häkchensymbol für ja | Grünes Häkchensymbol für ja |
| 2008 | Zuviel Liebe killt mich | Alex C. feat. Yass | Grünes Häkchensymbol für ja | Grünes Häkchensymbol für ja |